# Полиг, Йозеф
Йозеф Полиг (итал. Josef Polig, род. 9 ноября 1968 года, Випитено) — итальянский горнолыжник, олимпийский чемпион 1992 года в комбинации. Спортсмен года в Южном Тироле в 1992 году. Универсал, одинаково успешно выступал во всех дисциплинах горнолыжного спорта.
В Кубке мира Полиг дебютировал 27 ноября 1988 года, в тройку лучших на этапах Кубка мира никогда не попадал, 14 раз в карьере попадал в десятку лучших (лучшее достижение — пятое место). Лучшим достижением в общем зачёте Кубка мира является для Полига 23-е место в сезоне 1991/92.
На Олимпийских играх 1992 года в Альбервиле неожиданно завоевал золото в комбинации, лишь на 0,32 балла опередив ставшего вторым своего партнера по команде Джанфранко Мартина, кроме этого занял 5-е место в супергиганте и 9-е место в гигантском слаломе.
За свою карьеру участвовал в одном чемпионате мира, на чемпионате мира 1989 года занял 9-е место в комбинации.
Завершил спортивную карьеру в 1996 году. В дальнейшем был горнолыжным инструктором, занимался торговлей продуктами питания.